# Діаметр циркуляції

Діаметри циркуляції. Початковий курс судна — лінія А-С, тактичний діаметр циркуляції — D-Е, діаметр усталеної циркуляції — F-g

Діа́метр циркуля́ції (судна, корабля) (англ. diameter of the circular) — один з параметрів циркуляції судна та основна характеристика його поворотності.

## Різновиди діаметра циркуляції
Відрізняють діаметр тактичної циркуляції, діаметр усталеної циркуляції і діаметр циркуляції з'єднання. Величина діаметра циркуляції залежить від відношення довжини судна до його ширини, площі стернового пера і кута перекладки стерна, а також швидкості корабля та відсутності впливу сил від зовнішніх факторів, таких як вітер, хитавиця чи течія. Діаметр циркуляції вимірюється у метрах, кабельтових або довжинах корпуса корабля (у середньому він становить від 4 до 8 довжин корпуса).
Діаметр тактичної циркуляції (англ. tactical diameter) — відстань по нормалі між лініями зворотних курсів після повертання корабля на перші 180°. Визначається при кутах перекладки стерна 15 та 25°.
Діаметр усталеної циркуляції — діаметр кола, по якому рухається центр маси корабля після того, як кутова швидкість і крен на циркуляції стануть сталими, зазвичай після повертання корабля на 180°. Отже, практичне маневрування корабля відбувається завжди за неусталеного режиму.
Діаметр циркуляції з'єднання — діаметр циркуляції, яку повинні описувати кораблі при спільному плаванні у строю або в ордері. За діаметр циркуляції з'єднання вибирають діаметр циркуляції корабля, що має найбільшу циркуляцію, при куті положення стерна, що становить близько двох третин (залежно від класу корабля) від його максимального відхилення.

## Визначення діаметра циркуляції
При виконанні циркуляції можна визначити її діаметри, якщо провести послідовні визначення місцезнаходження судна відносно якихось орієнтирів через невеликі інтервали часу (15…30 с). У момент кожного визначення записують вимірювані навігаційні параметри і курс судна. Після нанесення визначених точок на планшет і з'єднання, їх плавною кривою, отримують траєкторію судна, з якої у прийнятому масштабі отримують значення елементів циркуляції.
Визначення місця судна можна отримати за пеленгом, GPS-навігатором чи дистанціями до вільно плаваючого орієнтира, наприклад плотика. При останньому способі автоматично виключається вплив невідомої течії, а також не потрібно спеціального полігону.